# آگلوبی
آگلوبی (روسی: Аглоби) روستایی در شهرستان دربند، داغستان کشور روسیه است.